# Bandiera della Ciuvascia
La bandiera della Ciuvascia è la bandiera della repubblica autonoma russa dal 29 aprile 1992, quando il disegno, vincitore di un concorso pubblico per la creazione della bandiera, venne definitivamente approvato dal Consiglio supremo della Repubblica.

## Descrizione
Il principale soggetto della bandiera è l'albero stilizzato, simbolo di vita, sormontato da tre soli, simbolo tradizionale dell'arte ciuvascia. I colori oro e cremisi sono un omaggio alla religione ortodossa praticata nel paese.

Bandiera della Repubblica Socialista Sovietica Autonoma Ciuvascia